# Bosqueta vulgar

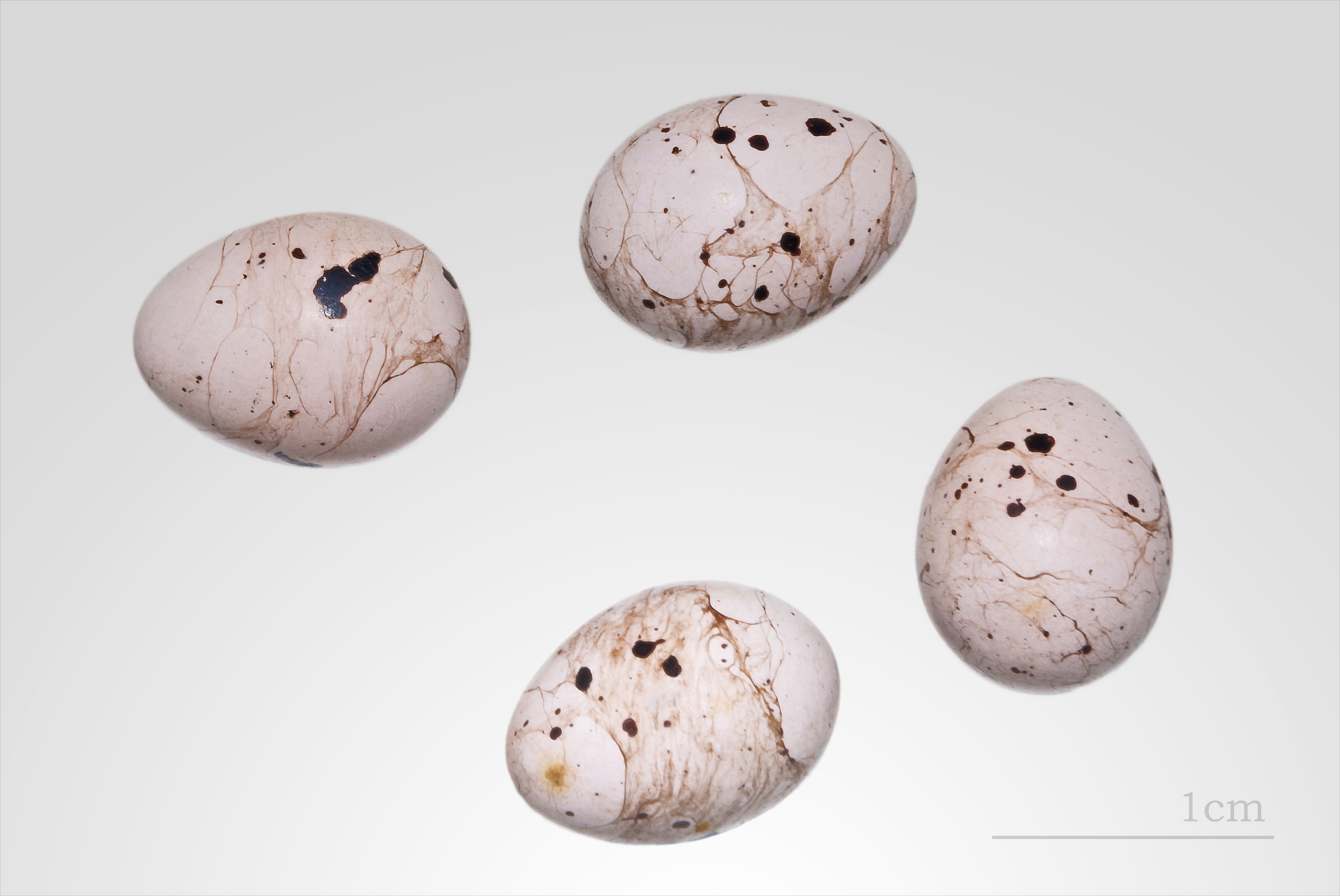
Hippolais polyglotta

La bosqueta vulgar, busqueta a les Balears o xenna o xerna al País Valencià (Hippolais polyglotta) és un ocell passeriforme del Vell Món. Cria al sud-oest d'Europa i nord-oest d'Àfrica. És un ocell migrador, hiverna a l'Àfrica subsahariana.
Es troba en boscos i arbustos, pon de 3 a 5 ous dalt d'un arbre o un arbust.
Fa de 12-13cm de llarg. Mascle i femella són exteriorment idèntics. És un ocell principalment insectívor, però pot menjar altres coses, com ara petits fruits.